# Zamek Hohenzollern
Zamek Hohenzollern (niem. Burg Hohenzollern) – siedziba niegdyś rządzącej niemieckiej dynastii Hohenzollernów ze Szwabii. Jej przedstawiciele panowali w krajach niemieckich, m.in.: Brandenburgii, Ansbach, Bayreuth, Prusach oraz w latach 1866–1947 w Rumunii, a od 1871 roku jako cesarze niemieccy.

## Położenie geograficzne
Zamek znajduje się w Badenii-Wirtembergii, na szczycie Góry Hohenzollern (855 m n.p.m.), w gwarze ludowej zwanej jeszcze dzisiaj Zollerberg lub w formie skróconej Zoller(n), między miastami Hechingen i Bisingen.

## Pierwszy zamek
Pierwszy średniowieczny zamek hrabiów Zollern był wspominany w 1267 r., choć prawdopodobnie pochodził z XI wieku. Zdobyty 15 maja 1423 r. przez przymierze szwabskich wolnych miast Rzeszy, po prawie jednorocznym oblężeniu został całkowicie zniszczony.

## Drugi zamek
Nowy zamek wybudowano w 1454 roku; w czasie wojny trzydziestoletniej został przebudowany na twierdzę. W 1634 roku zdobyty przez wojska Wirtembergii został tymczasowo zajęty. Po wojnie był głównie w posiadaniu Habsburgów, zanim został zajęty przez wojska francuskie podczas wojny o sukcesję austriacką w zimie 1744/45 r. Po zakończeniu ostatniej okupacji austriackiej w 1798 r. zamek popadł w ruinę i do początku XIX wieku był ruiną. Zachowała się tylko znaczna część kaplicy św. Michała.

## Trzeci zamek
Myśl o odbudowie zamku podjął książę i późniejszy król Fryderyk Wilhelm IV w 1819 r. Zamek w obecnej formie zaprojektował słynny berliński architekt Friedrich August Stüler, który jako student i uczeń Karla Friedricha Schinkla został mianowany w 1842 roku architektem króla.
Zamek Hohenzollernów jest przejawem romantycznego ducha tamtych czasów i uosabia ówczesny ideał średniowiecznego zamku rycerskiego. Pod tym względem jest przykładem historyzmu myśli budowlanej porównywalnym do zamku Neuschwanstein w Bawarii, jednak bez fantastyczno-teatralnego przepychu. Zamek jest wynikiem polityki reprezentacyjnej władców Prus, którzy chcieli widzieć zamek swoich przodków w okazałej formie.